# Philipotabanus magnificus
Philipotabanus magnificus är en tvåvingeart som först beskrevs av Krober 1934.  Philipotabanus magnificus ingår i släktet Philipotabanus och familjen bromsar. Inga underarter finns listade i Catalogue of Life.